# 1705
Portal Geschichte | Portal Biografien | Aktuelle Ereignisse | Jahreskalender | Tagesartikel

◄ |
17. Jahrhundert |
18. Jahrhundert
| 19. Jahrhundert | ►

◄ |
1670er |
1680er |
1690er |
1700er
| 1710er | 1720er | 1730er | ►

◄◄ |
◄ |
1701 |
1702 |
1703 |
1704 |
1705
| 1706 | 1707 | 1708 | 1709 | ► | ►►
Staatsoberhäupter  · Nekrolog   · Musikjahr
| Januar | Januar | Januar | Januar | Januar | Januar | Januar | Januar |
| Kw     | Mo     | Di     | Mi     | Do     | Fr     | Sa     | So     |
| ------ | ------ | ------ | ------ | ------ | ------ | ------ | ------ |
| 1      |        |        |        | 1      | 2      | 3      | 4      |
| 2      | 5      | 6      | 7      | 8      | 9      | 10     | 11     |
| 3      | 12     | 13     | 14     | 15     | 16     | 17     | 18     |
| 4      | 19     | 20     | 21     | 22     | 23     | 24     | 25     |
| 5      | 26     | 27     | 28     | 29     | 30     | 31     |        |

| Februar | Februar | Februar | Februar | Februar | Februar | Februar | Februar |
| Kw      | Mo      | Di      | Mi      | Do      | Fr      | Sa      | So      |
| ------- | ------- | ------- | ------- | ------- | ------- | ------- | ------- |
| 5       |         |         |         |         |         |         | 1       |
| 6       | 2       | 3       | 4       | 5       | 6       | 7       | 8       |
| 7       | 9       | 10      | 11      | 12      | 13      | 14      | 15      |
| 8       | 16      | 17      | 18      | 19      | 20      | 21      | 22      |
| 9       | 23      | 24      | 25      | 26      | 27      | 28      |         |

| März | März | März | März | März | März | März | März |
| Kw   | Mo   | Di   | Mi   | Do   | Fr   | Sa   | So   |
| ---- | ---- | ---- | ---- | ---- | ---- | ---- | ---- |
| 9    |      |      |      |      |      |      | 1    |
| 10   | 2    | 3    | 4    | 5    | 6    | 7    | 8    |
| 11   | 9    | 10   | 11   | 12   | 13   | 14   | 15   |
| 12   | 16   | 17   | 18   | 19   | 20   | 21   | 22   |
| 13   | 23   | 24   | 25   | 26   | 27   | 28   | 29   |
| 14   | 30   | 31   |      |      |      |      |      |

| April | April | April | April | April | April | April | April |
| Kw    | Mo    | Di    | Mi    | Do    | Fr    | Sa    | So    |
| ----- | ----- | ----- | ----- | ----- | ----- | ----- | ----- |
| 14    |       |       | 1     | 2     | 3     | 4     | 5     |
| 15    | 6     | 7     | 8     | 9     | 10    | 11    | 12    |
| 16    | 13    | 14    | 15    | 16    | 17    | 18    | 19    |
| 17    | 20    | 21    | 22    | 23    | 24    | 25    | 26    |
| 18    | 27    | 28    | 29    | 30    |       |       |       |

| Mai | Mai | Mai | Mai | Mai | Mai | Mai | Mai |
| Kw  | Mo  | Di  | Mi  | Do  | Fr  | Sa  | So  |
| --- | --- | --- | --- | --- | --- | --- | --- |
| 18  |     |     |     |     | 1   | 2   | 3   |
| 19  | 4   | 5   | 6   | 7   | 8   | 9   | 10  |
| 20  | 11  | 12  | 13  | 14  | 15  | 16  | 17  |
| 21  | 18  | 19  | 20  | 21  | 22  | 23  | 24  |
| 22  | 25  | 26  | 27  | 28  | 29  | 30  | 31  |

| Juni | Juni | Juni | Juni | Juni | Juni | Juni | Juni |
| Kw   | Mo   | Di   | Mi   | Do   | Fr   | Sa   | So   |
| ---- | ---- | ---- | ---- | ---- | ---- | ---- | ---- |
| 23   | 1    | 2    | 3    | 4    | 5    | 6    | 7    |
| 24   | 8    | 9    | 10   | 11   | 12   | 13   | 14   |
| 25   | 15   | 16   | 17   | 18   | 19   | 20   | 21   |
| 26   | 22   | 23   | 24   | 25   | 26   | 27   | 28   |
| 27   | 29   | 30   |      |      |      |      |      |

| Juli | Juli | Juli | Juli | Juli | Juli | Juli | Juli |
| Kw   | Mo   | Di   | Mi   | Do   | Fr   | Sa   | So   |
| ---- | ---- | ---- | ---- | ---- | ---- | ---- | ---- |
| 27   |      |      | 1    | 2    | 3    | 4    | 5    |
| 28   | 6    | 7    | 8    | 9    | 10   | 11   | 12   |
| 29   | 13   | 14   | 15   | 16   | 17   | 18   | 19   |
| 30   | 20   | 21   | 22   | 23   | 24   | 25   | 26   |
| 31   | 27   | 28   | 29   | 30   | 31   |      |      |

| August | August | August | August | August | August | August | August |
| Kw     | Mo     | Di     | Mi     | Do     | Fr     | Sa     | So     |
| ------ | ------ | ------ | ------ | ------ | ------ | ------ | ------ |
| 31     |        |        |        |        |        | 1      | 2      |
| 32     | 3      | 4      | 5      | 6      | 7      | 8      | 9      |
| 33     | 10     | 11     | 12     | 13     | 14     | 15     | 16     |
| 34     | 17     | 18     | 19     | 20     | 21     | 22     | 23     |
| 35     | 24     | 25     | 26     | 27     | 28     | 29     | 30     |
| 36     | 31     |        |        |        |        |        |        |

| September | September | September | September | September | September | September | September |
| Kw        | Mo        | Di        | Mi        | Do        | Fr        | Sa        | So        |
| --------- | --------- | --------- | --------- | --------- | --------- | --------- | --------- |
| 36        |           | 1         | 2         | 3         | 4         | 5         | 6         |
| 37        | 7         | 8         | 9         | 10        | 11        | 12        | 13        |
| 38        | 14        | 15        | 16        | 17        | 18        | 19        | 20        |
| 39        | 21        | 22        | 23        | 24        | 25        | 26        | 27        |
| 40        | 28        | 29        | 30        |           |           |           |           |

| Oktober | Oktober | Oktober | Oktober | Oktober | Oktober | Oktober | Oktober |
| Kw      | Mo      | Di      | Mi      | Do      | Fr      | Sa      | So      |
| ------- | ------- | ------- | ------- | ------- | ------- | ------- | ------- |
| 40      |         |         |         | 1       | 2       | 3       | 4       |
| 41      | 5       | 6       | 7       | 8       | 9       | 10      | 11      |
| 42      | 12      | 13      | 14      | 15      | 16      | 17      | 18      |
| 43      | 19      | 20      | 21      | 22      | 23      | 24      | 25      |
| 44      | 26      | 27      | 28      | 29      | 30      | 31      |         |

| November | November | November | November | November | November | November | November |
| Kw       | Mo       | Di       | Mi       | Do       | Fr       | Sa       | So       |
| -------- | -------- | -------- | -------- | -------- | -------- | -------- | -------- |
| 44       |          |          |          |          |          |          | 1        |
| 45       | 2        | 3        | 4        | 5        | 6        | 7        | 8        |
| 46       | 9        | 10       | 11       | 12       | 13       | 14       | 15       |
| 47       | 16       | 17       | 18       | 19       | 20       | 21       | 22       |
| 48       | 23       | 24       | 25       | 26       | 27       | 28       | 29       |
| 49       | 30       |          |          |          |          |          |          |

| Dezember | Dezember | Dezember | Dezember | Dezember | Dezember | Dezember | Dezember |
| Kw       | Mo       | Di       | Mi       | Do       | Fr       | Sa       | So       |
| -------- | -------- | -------- | -------- | -------- | -------- | -------- | -------- |
| 49       |          | 1        | 2        | 3        | 4        | 5        | 6        |
| 50       | 7        | 8        | 9        | 10       | 11       | 12       | 13       |
| 51       | 14       | 15       | 16       | 17       | 18       | 19       | 20       |
| 52       | 21       | 22       | 23       | 24       | 25       | 26       | 27       |
| 53       | 28       | 29       | 30       | 31       |          |          |          |

| Januar | Januar | Januar | Januar | Januar | Januar | Januar | Januar |
| Kw     | Mo     | Di     | Mi     | Do     | Fr     | Sa     | So     |
| ------ | ------ | ------ | ------ | ------ | ------ | ------ | ------ |
| 1      |        |        |        | 1      | 2      | 3      | 4      |
| 2      | 5      | 6      | 7      | 8      | 9      | 10     | 11     |
| 3      | 12     | 13     | 14     | 15     | 16     | 17     | 18     |
| 4      | 19     | 20     | 21     | 22     | 23     | 24     | 25     |
| 5      | 26     | 27     | 28     | 29     | 30     | 31     |        |

| Februar | Februar | Februar | Februar | Februar | Februar | Februar | Februar |
| Kw      | Mo      | Di      | Mi      | Do      | Fr      | Sa      | So      |
| ------- | ------- | ------- | ------- | ------- | ------- | ------- | ------- |
| 5       |         |         |         |         |         |         | 1       |
| 6       | 2       | 3       | 4       | 5       | 6       | 7       | 8       |
| 7       | 9       | 10      | 11      | 12      | 13      | 14      | 15      |
| 8       | 16      | 17      | 18      | 19      | 20      | 21      | 22      |
| 9       | 23      | 24      | 25      | 26      | 27      | 28      |         |

| März | März | März | März | März | März | März | März |
| Kw   | Mo   | Di   | Mi   | Do   | Fr   | Sa   | So   |
| ---- | ---- | ---- | ---- | ---- | ---- | ---- | ---- |
| 9    |      |      |      |      |      |      | 1    |
| 10   | 2    | 3    | 4    | 5    | 6    | 7    | 8    |
| 11   | 9    | 10   | 11   | 12   | 13   | 14   | 15   |
| 12   | 16   | 17   | 18   | 19   | 20   | 21   | 22   |
| 13   | 23   | 24   | 25   | 26   | 27   | 28   | 29   |
| 14   | 30   | 31   |      |      |      |      |      |

| April | April | April | April | April | April | April | April |
| Kw    | Mo    | Di    | Mi    | Do    | Fr    | Sa    | So    |
| ----- | ----- | ----- | ----- | ----- | ----- | ----- | ----- |
| 14    |       |       | 1     | 2     | 3     | 4     | 5     |
| 15    | 6     | 7     | 8     | 9     | 10    | 11    | 12    |
| 16    | 13    | 14    | 15    | 16    | 17    | 18    | 19    |
| 17    | 20    | 21    | 22    | 23    | 24    | 25    | 26    |
| 18    | 27    | 28    | 29    | 30    |       |       |       |

| Mai | Mai | Mai | Mai | Mai | Mai | Mai | Mai |
| Kw  | Mo  | Di  | Mi  | Do  | Fr  | Sa  | So  |
| --- | --- | --- | --- | --- | --- | --- | --- |
| 18  |     |     |     |     | 1   | 2   | 3   |
| 19  | 4   | 5   | 6   | 7   | 8   | 9   | 10  |
| 20  | 11  | 12  | 13  | 14  | 15  | 16  | 17  |
| 21  | 18  | 19  | 20  | 21  | 22  | 23  | 24  |
| 22  | 25  | 26  | 27  | 28  | 29  | 30  | 31  |

| Juni | Juni | Juni | Juni | Juni | Juni | Juni | Juni |
| Kw   | Mo   | Di   | Mi   | Do   | Fr   | Sa   | So   |
| ---- | ---- | ---- | ---- | ---- | ---- | ---- | ---- |
| 23   | 1    | 2    | 3    | 4    | 5    | 6    | 7    |
| 24   | 8    | 9    | 10   | 11   | 12   | 13   | 14   |
| 25   | 15   | 16   | 17   | 18   | 19   | 20   | 21   |
| 26   | 22   | 23   | 24   | 25   | 26   | 27   | 28   |
| 27   | 29   | 30   |      |      |      |      |      |

| Juli | Juli | Juli | Juli | Juli | Juli | Juli | Juli |
| Kw   | Mo   | Di   | Mi   | Do   | Fr   | Sa   | So   |
| ---- | ---- | ---- | ---- | ---- | ---- | ---- | ---- |
| 27   |      |      | 1    | 2    | 3    | 4    | 5    |
| 28   | 6    | 7    | 8    | 9    | 10   | 11   | 12   |
| 29   | 13   | 14   | 15   | 16   | 17   | 18   | 19   |
| 30   | 20   | 21   | 22   | 23   | 24   | 25   | 26   |
| 31   | 27   | 28   | 29   | 30   | 31   |      |      |

| August | August | August | August | August | August | August | August |
| Kw     | Mo     | Di     | Mi     | Do     | Fr     | Sa     | So     |
| ------ | ------ | ------ | ------ | ------ | ------ | ------ | ------ |
| 31     |        |        |        |        |        | 1      | 2      |
| 32     | 3      | 4      | 5      | 6      | 7      | 8      | 9      |
| 33     | 10     | 11     | 12     | 13     | 14     | 15     | 16     |
| 34     | 17     | 18     | 19     | 20     | 21     | 22     | 23     |
| 35     | 24     | 25     | 26     | 27     | 28     | 29     | 30     |
| 36     | 31     |        |        |        |        |        |        |

| September | September | September | September | September | September | September | September |
| Kw        | Mo        | Di        | Mi        | Do        | Fr        | Sa        | So        |
| --------- | --------- | --------- | --------- | --------- | --------- | --------- | --------- |
| 36        |           | 1         | 2         | 3         | 4         | 5         | 6         |
| 37        | 7         | 8         | 9         | 10        | 11        | 12        | 13        |
| 38        | 14        | 15        | 16        | 17        | 18        | 19        | 20        |
| 39        | 21        | 22        | 23        | 24        | 25        | 26        | 27        |
| 40        | 28        | 29        | 30        |           |           |           |           |

| Oktober | Oktober | Oktober | Oktober | Oktober | Oktober | Oktober | Oktober |
| Kw      | Mo      | Di      | Mi      | Do      | Fr      | Sa      | So      |
| ------- | ------- | ------- | ------- | ------- | ------- | ------- | ------- |
| 40      |         |         |         | 1       | 2       | 3       | 4       |
| 41      | 5       | 6       | 7       | 8       | 9       | 10      | 11      |
| 42      | 12      | 13      | 14      | 15      | 16      | 17      | 18      |
| 43      | 19      | 20      | 21      | 22      | 23      | 24      | 25      |
| 44      | 26      | 27      | 28      | 29      | 30      | 31      |         |

| November | November | November | November | November | November | November | November |
| Kw       | Mo       | Di       | Mi       | Do       | Fr       | Sa       | So       |
| -------- | -------- | -------- | -------- | -------- | -------- | -------- | -------- |
| 44       |          |          |          |          |          |          | 1        |
| 45       | 2        | 3        | 4        | 5        | 6        | 7        | 8        |
| 46       | 9        | 10       | 11       | 12       | 13       | 14       | 15       |
| 47       | 16       | 17       | 18       | 19       | 20       | 21       | 22       |
| 48       | 23       | 24       | 25       | 26       | 27       | 28       | 29       |
| 49       | 30       |          |          |          |          |          |          |

| Dezember | Dezember | Dezember | Dezember | Dezember | Dezember | Dezember | Dezember |
| Kw       | Mo       | Di       | Mi       | Do       | Fr       | Sa       | So       |
| -------- | -------- | -------- | -------- | -------- | -------- | -------- | -------- |
| 49       |          | 1        | 2        | 3        | 4        | 5        | 6        |
| 50       | 7        | 8        | 9        | 10       | 11       | 12       | 13       |
| 51       | 14       | 15       | 16       | 17       | 18       | 19       | 20       |
| 52       | 21       | 22       | 23       | 24       | 25       | 26       | 27       |
| 53       | 28       | 29       | 30       | 31       |          |          |          |

## Ereignisse

### Politik und Weltgeschehen

#### Heiliges Römisches Reich
- 5. Mai: Nach dem Tod von Kaiser Leopold I. folgt ihm sein Sohn Joseph I. als römisch-deutscher Kaiser und König von Böhmen, Kroatien und Ungarn. Er tauscht das Kabinett seines Vaters aus und erhebt seinen ehemaligen Erzieher Karl Theodor Otto zu Salm zum Obersthofmeister.

#### Spanischer Erbfolgekrieg und Bayerische Volkserhebung
- Ende April: Die französisch-spanische Armee unter René de Froulay de Tessé bricht nach acht Monaten die Belagerung von Gibraltar ab, nachdem die englische Flotte weitere Verstärkungen für die Verteidiger unter Erzherzog Karl gebracht hat. Im Anschluss übergibt Karl das Kommando in Gibraltar an einen englischen Gouverneur.

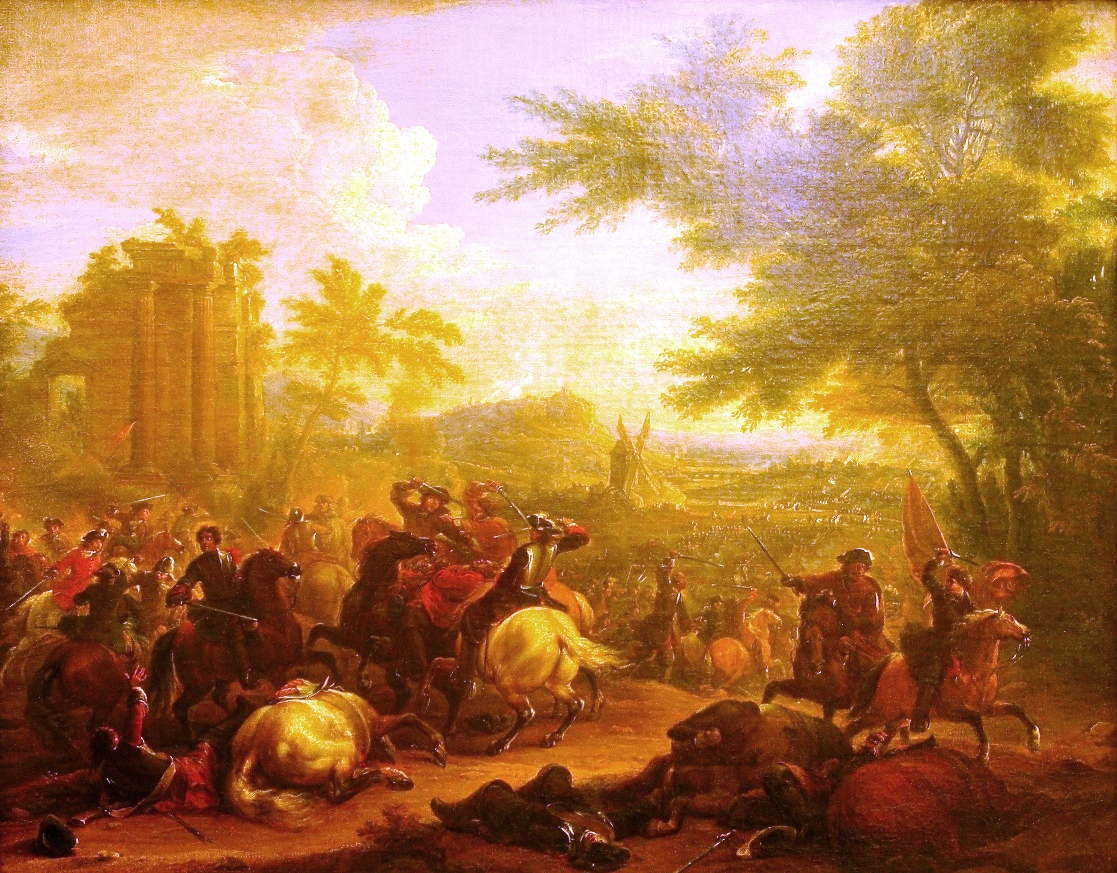
Jean Baptiste Martin: Die Schlacht bei Cassano

- 16. August: In der Schlacht bei Cassano im Rahmen des spanischen Erbfolgekrieges erleiden die französischen Truppen unter Louis II. Joseph de Bourbon, duc de Vendôme, schwere Verluste, besiegen aber letztlich die alliierten österreichischen und preußischen Truppen unter Eugen von Savoyen und Leopold I. von Anhalt-Dessau. Die Kaiserlichen ziehen sich nach Treviglio zurück, die Verletzten werden nach Palazzuolo gebracht. Die österreichische Armee muss sich für den Winter nach Tirol zurückziehen. Damit ist Eugens Versuch, dem neuen Verbündeten Herzog Viktor Amadeus II. von Savoyen beim Kampf um Piemont zu Hilfe zu kommen, gescheitert. Dennoch stellt Frankreich die Eroberung des Piemont auf Anweisung Ludwigs XIV. bis zum folgenden Jahr zurück.

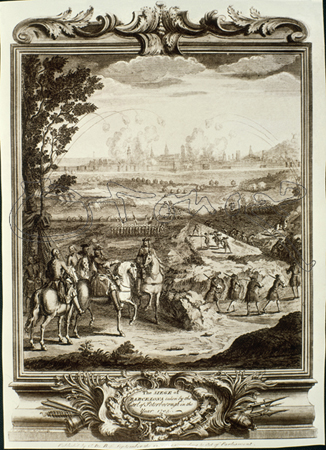
Belagerung von Barcelona

- 13. September: Die Belagerung von Barcelona durch die Haager Große Allianz beginnt.
- 7. Oktober: Barcelona, das von den Verbündeten zu Lande und zu Wasser belagert wird, kapituliert. Damit fällt sogleich die ganze Provinz Katalonien an die Habsburger.
- Anfang November: In der Oberpfalz beginnt die Bayerische Volkserhebung gegen die kaiserliche Besatzung unter Joseph I., nachdem Kurfürst Maximilian Emanuel von Bayern im Vorjahr im Spanischen Erbfolgekrieg besiegt und vertrieben worden ist. Der Aufstand breitet sich schnell über die Donau in das Rottal und den unteren Inn aus und umfasst bald auch weite Gebiete Niederbayerns, das Innviertel und das östliche Oberbayern. Die Festungen Burghausen, Schärding und Braunau werden eingenommen. Das ganze Gebiet zwischen Donau und Inn wird erobert und der Aufstand greift auf den Bayerischen Wald sowie Kelheim an der Donau über. Anführer des Aufstands sind unter anderem Matthias Ägidius Fuchs und Georg Sebastian Plinganser.
- 19. Dezember: Im Tölzer Patent beschließen die Oberländer ihre Teilnahme am Aufstand.
- 21. Dezember: Vertreter der vier Stände Adel, Klerus, Bürger und Bauern versammeln sich zu einem Landesdefensionskongress, dem sogenannten „Braunauer Parlament“ im Stadtquartier des Freiherrn von Paumgarten im Gasthof Breuninger in Braunau am Inn.
- 25. Dezember: In der „Sendlinger Mordweihnacht“ werden über 1000 Freiheitskämpfer aus Oberbayern, in der Hauptsache Bauern, von der kaiserlichen Reichsarmee hingemetzelt. Der Bayerische Volksaufstand bricht daraufhin zusammen.
- 28. Dezember: Für einfache Aufstandsteilnehmer wird eine Generalamnestie verkündet, während „Rädelsführer“ weiterhin gesucht werden.

#### Großer Nordischer Krieg
- 30. Juni: Unter der Führung von Kondrati Afanassjewitsch Bulawin beginnt ein Strelizen- und Soldatenaufstand in Astrachan.

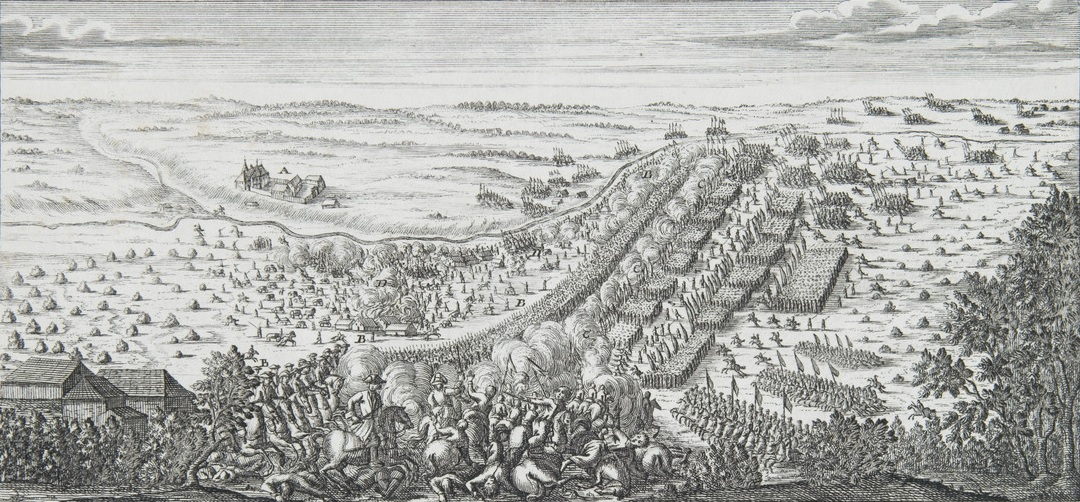
Stich der Schlacht bei Gemauerthof

- 16. Juli: Die schwedische Armee unter General Adam Lewenhaupt besiegt die russische Armee unter Generalfeldmarschall Boris Scheremetew in der Schlacht von Gemauerthof (heute: Mūrmuiža in Lettland) im Großen Nordischen Krieg. Die Verluste in Höhe von rund 2000 Toten und 2000 bis 3000 Verwundeten werden von Zar Peter dem Großen als „kleines Unglück“ wahrgenommen.
- Juni und Juli: Die schwedische Flotte unter Admiral Cornelius Anckarstjerna versucht zweimal ohne Erfolg Sankt Petersburg zu besetzen; das erste Mal versuchen die Schweden, die Festung Kronstadt zu umgehen und das zweite Mal versuchen sie, die Küstenbefestigungen auf der Insel Kotlin zu vermeiden.
- 31. Juli: In der Schlacht bei Rakowitz wird eine aus Sachsen und Polen bestehende Armee unter Otto Arnold Paykull von einer fünfmal kleineren schwedischen Armee unter Carl Nieroth besiegt.
- 25. August: Unter der Führung von Zar Peter I. und Anikita Repnin beginnt die russische Armee mit der Belagerung von Mitau.
- 3. September: Die russische Armee unter General Anikita Repnin besetzt Mitau (heute: Jelgava in Lettland), die damalige Hauptstadt von Kurland.
- 14. September: Die russische Armee unter Generalfeldmarschall Boris Scheremetew besetzt die Festung Marienland (Bauska, Lettland).

Die Krönung Stanislaus Leszczyńskis

- 4. Oktober: Stanislaus I. Leszczyński wird zum polnischen König gekrönt.
- 18. November: Der Warschauer Friede wird geschlossen. König August II. akzeptiert den Vertrag so nicht und erklärt den Text nur zwischen Schweden und Polen-Litauen für gültig, mit dem Kurfürstentum Sachsen herrsche hingegen im Großen Nordischen Krieg weiterhin Kriegszustand.
- November: Peter der Große gründet per Dekret die Russische Marineinfanterie.

#### Weitere Ereignisse in Europa
- Der Aufstand der Kamisarden in den Cevennen bricht nach Übergriffen französischer Truppen neuerlich aus, wird aber bis April niedergeschlagen. Zahlreiche Aufständische, unter ihnen Jean Cavalier, treten daraufhin in englische Dienste ein und kämpfen im Spanischen Erbfolgekrieg gegen Frankreich.
- 13. Dezember: Während des Aufstands von Franz II. Rákóczi kommt es zur Schlacht bei Szentgotthárd.
- Als Reaktion auf den schottischen Act of Security aus dem Jahr 1703 beschließt das englische Parlament den Alien Act.

#### Nordafrika
- Husain I. ibn Ali wird unter formaler osmanischer Oberherrschaft Bey von Tunis. Er begründet die Dynastie der Husainiden.

#### Stadtrechte und urkundliche Ersterwähnungen
- 5. April: Friedrich I., König in Preußen, lässt Schloss Lietzenburg sowie die angrenzende Siedlung in Charlottenburg umbenennen und verleiht dieser das Stadtrecht.
- John Lawson gründet mit Bath die erste feste Siedlung North Carolinas.
- Oberhofen wird erstmals urkundlich erwähnt.

### Wirtschaft

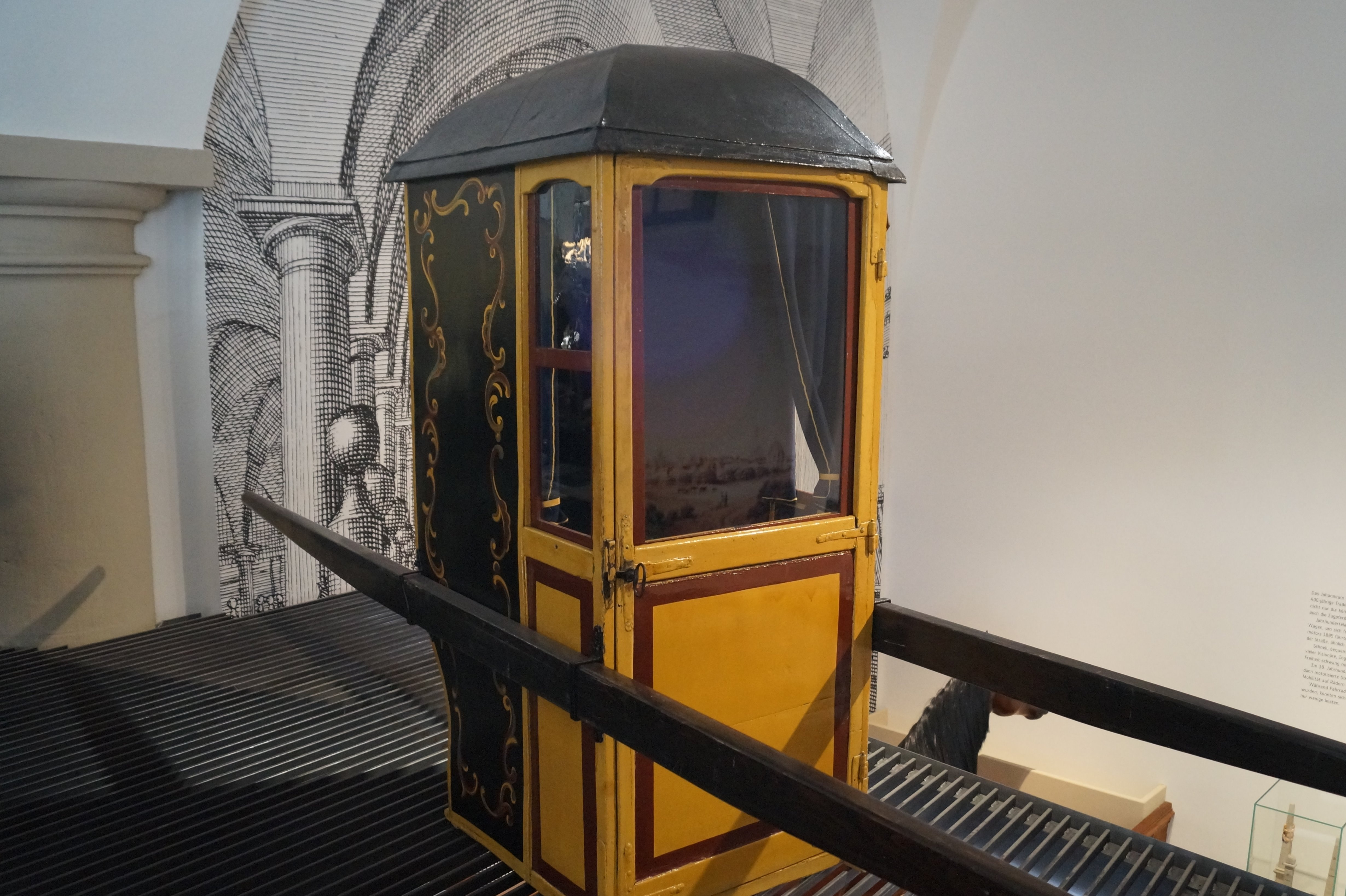
Sänfte der Ratschaisenträger im Verkehrsmuseum Dresden

- 15. Juni: In Dresden wird das erste öffentliche Beförderungsmittel durch die Regierung dekretiert: Johann Friedrich Landsberger als Vorsteher des Almosenamtes regt den Transport durch Sänftenträger an, deren Überschüsse den Armen zugutekommen sollen.

Titelseite des Relations-Couriers von 1705

- 24. Juni: Der Hildesheimer Relations-Courier erscheint mit seiner Erstausgabe.

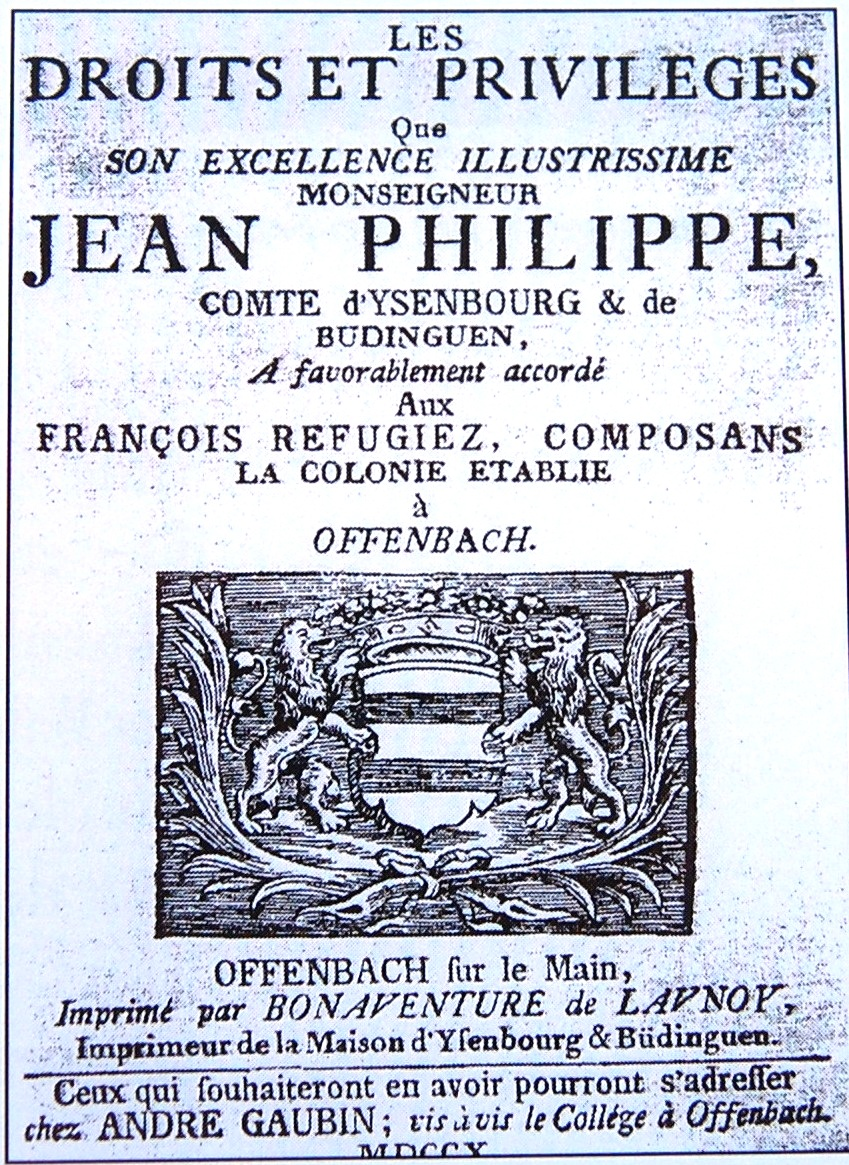
Privilegienerlass des Grafen Johann Philipp von Isenburg-Offenbach für die Hugenotten in Offenbach am Main

- Mittels Erlass legalisiert Graf Johann Philipp von Isenburg-Offenbach die bereits Jahre zuvor begonnene Ansiedlung von Hugenotten in der Stadt und stattet die Neubürger mit Privilegien aus. Offenbach am Main hat immer noch mit den katastrophalen Folgen des Dreißigjährigen Krieges zu kämpfen und versucht, seine Attraktivität durch gezielte Protektion zu steigern. Vor dieser Zeit ist Offenbach als Gartenstadt bekannt, die einzigen Produkte von überregionaler Bedeutung sind die sogenannten Offenbacher Fayencen. Um Konflikte mit den etablierten Berufsständen zu vermeiden, wird den französischen Glaubensflüchtlingen verboten, sich in der Landwirtschaft oder im Handwerk zu betätigen. In Folge gründen diese Manufakturen, kleine Betriebe mit ersten industriellen Ansätzen.
- In Bielefeld wird die Rauchtabakfabrik von Johann Georg Crüwell erstmals urkundlich erwähnt.
- In Memmingen wird erstmals eine von der Familie Goldhofer betriebene Schmiede erwähnt.
- Die Spiegelmanufaktur Spiegelberg wird gegründet.

### Wissenschaft und Technik
- 16. April: Isaac Newton wird für seine Verdienste um die Wissenschaft von Königin Anne zum Ritter geschlagen.
- 19. Dezember: Der niederländische Wissenschaftler Nicolaus Samuelis Cruquius (Wasserbauingenieur und Kartograf) beginnt in Delft weltweit als einer der ersten mit regelmäßigen meteorologischen Aufzeichnungen (Temperatur, Luftdruck, Luftfeuchtigkeit, Niederschlag). Somit existieren in den Niederlanden ununterbrochene Wetteraufzeichnungen seit 1706.

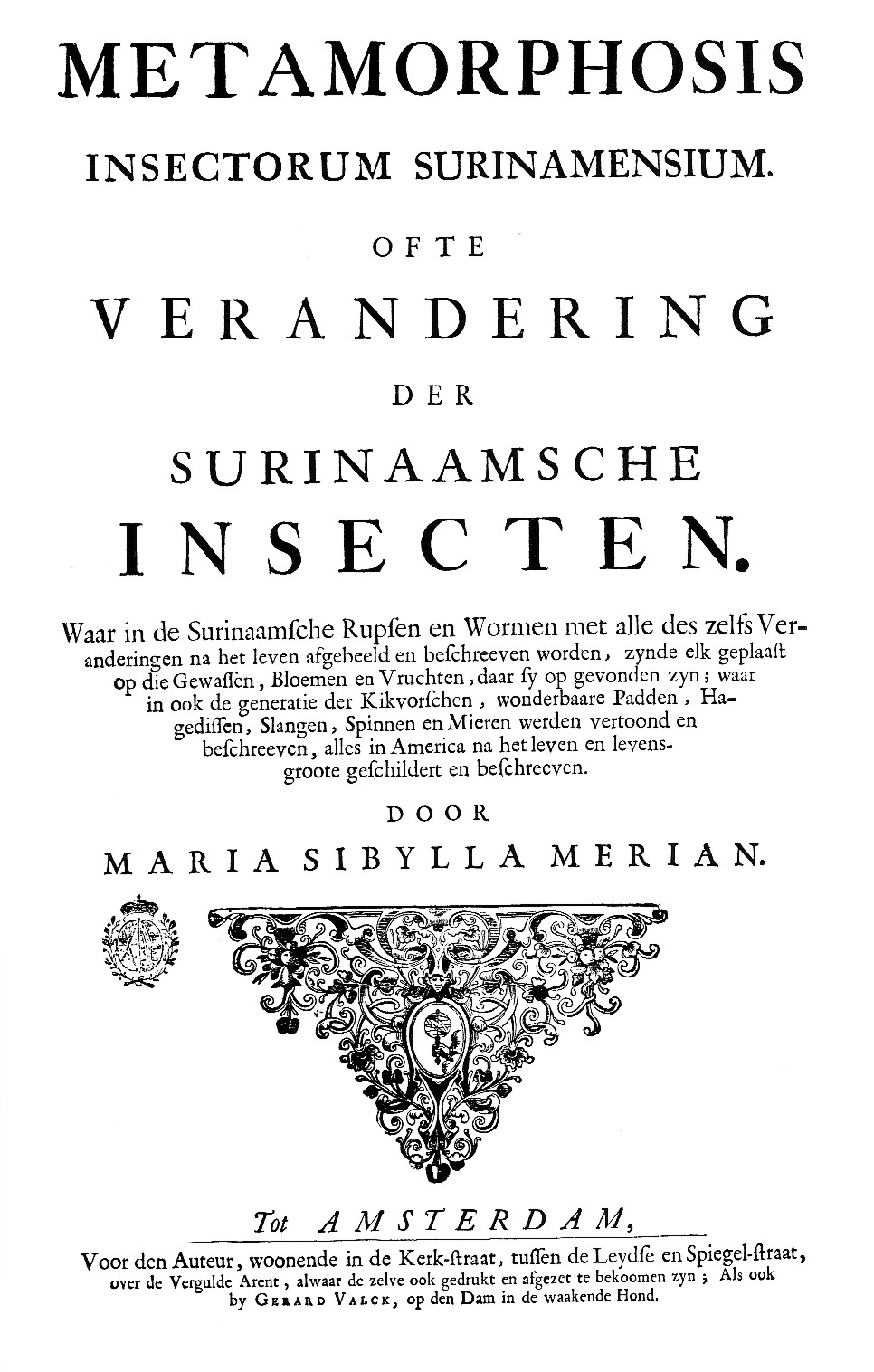
Titelblatt von 1705

- Die Naturforscherin und Künstlerin Maria Sibylla Merian veröffentlicht auf Basis ihrer Reise nach Surinam und nach mehr als dreijähriger Arbeit ihr Hauptwerk Metamorphosis insectorum Surinamensium, eine Sammlung von Kupferstichen und zugehörigen Texten, in der sie die Lebenszyklen von Insekten in der niederländischen Kolonie Suriname darstellt und beschreibt.
- Edmond Halley stellt seine Theorie der Kometen auf, und weist die Periodizität des Kometen Halley nach.

### Kultur
- 8. Januar: Die Uraufführung von Almira, Königin von Castilien, der ersten Oper von Georg Friedrich Händel auf das Libretto von Friedrich Christian Feustking, erfolgt unter der Leitung von Reinhard Keiser am Theater am Gänsemarkt in Hamburg. Sie ist ein durchschlagender Erfolg und kommt bis zum 25. Februar auf 20 Aufführungen.
- 25. Februar: Georg Friedrich Händels zweite Oper Nero wird ebenfalls am Theater am Gänsemarkt uraufgeführt. Der Tenor Johann Mattheson gibt darin seine letzte Bühnenrolle. Mit diesem Libretto von Friedrich Christian Feustking zeigt sich Händel nicht zufrieden, weshalb das Werk, das heute als verschollen gilt, nach drei Aufführungen abgesetzt wird.

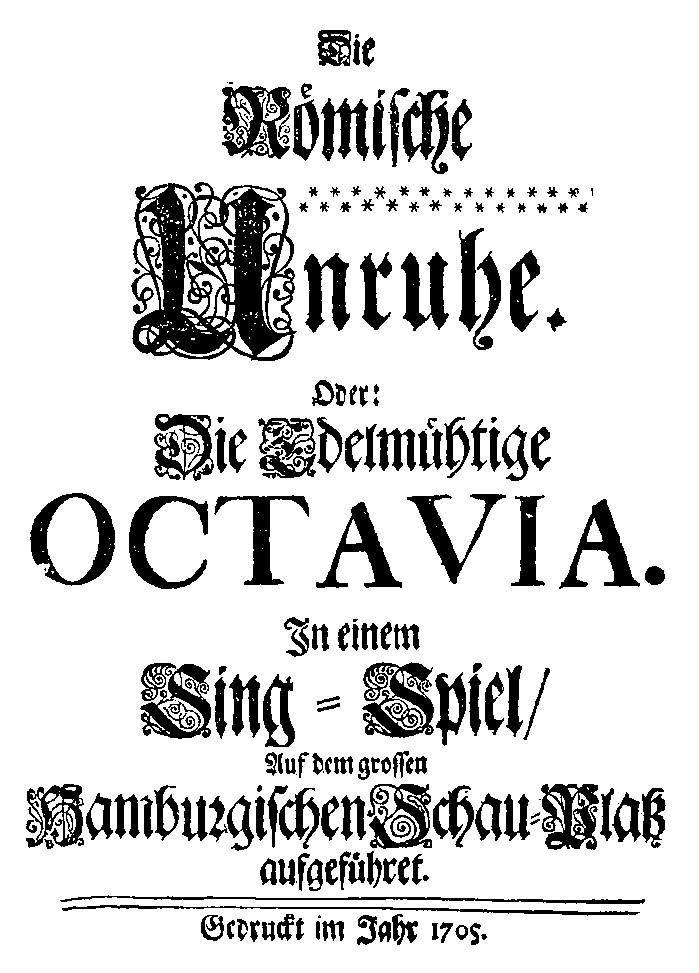
Titelblatt des Librettos

- 5. August: Die Oper Die römische Unruhe, oder Die edelmütige Octavia von Reinhard Keiser mit dem Libretto von Barthold Feind wird am Theater am Gänsemarkt in Hamburg uraufgeführt.
- 29. November: Die Uraufführung des musikalischen Trauerspiels Lucretia von Reinhard Keiser erfolgt am Theater am Gänsemarkt in Hamburg.

### Gesellschaft
- 17. November: Erbprinz Georg Wilhelm von Brandenburg-Bayreuth stiftet in Anlehnung an den englischen Hosenbandorden den Orden der Aufrichtigkeit als höfischen Ritterorden.
- November: Der 20-jährige Johann Sebastian Bach wandert zu Studienzwecken von Arnstadt nach Lübeck und sucht dort Dietrich Buxtehude, den 70-jährigen Organisten der Marienkirche auf, der von ihm sehr angetan ist.
- Der in Bedrängnis geratene polnische König August der Starke stiftet den Orden des Weißen Adlers nach dem Vorbild des preußischen Schwarzen Adlerordens.

### Religion
- Der Seelsorger und Volksmissionar Louis-Marie Grignion de Montfort gründet in der Bretagne die Ordensgemeinschaft der Montfortaner.
- Die islamische Hochschule Elči-Ibrahim-Pascha-Medresa in Travnik wird gegründet.

### Katastrophen
- 28. September: Beim Brand eines Pilgerhauses im tschechischen Svatý Kopeček kommen 121 Menschen um ihr Leben.

## Historische Karten und Ansichten

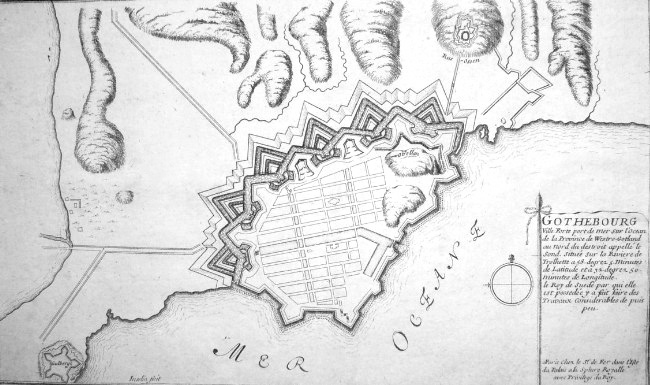
Göteborg 1705

## Geboren

### Erstes Halbjahr
- 08. Januar: Jacques-François Blondel, französischer Architekt, Architekturhistoriker und Kunsttheoretiker († 1774)
- 14. Januar: Jean-Baptiste Charles Bouvet de Lozier, französischer Seefahrer und Entdecker († 1786)

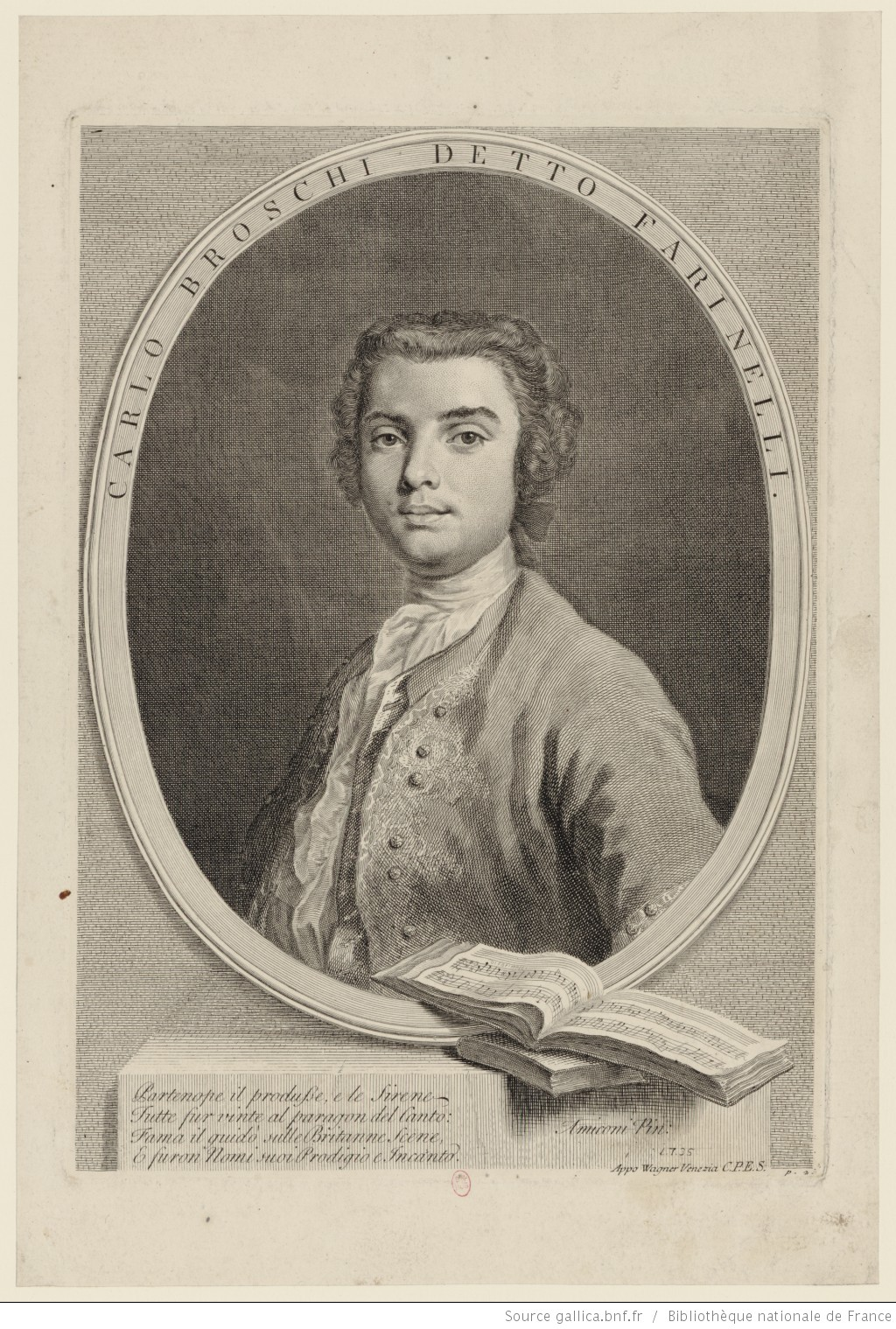
Der Sänger Farinelli

- 24. Januar: Carlo Broschi, genannt Farinelli, berühmter italienischer Sänger († 1782)
- 12. Februar: Johann Elias Bach, deutscher Komponist († 1755)
- 15. Februar: Charles André van Loo, französischer Maler († 1765)
- 20. Februar: Nicolas Chédeville, französischer Komponist und Oboist († 1782)
- 21. Februar: Edward Hawke, 1. Baron Hawke, britischer Admiral und Politiker († 1781)
- 24. Februar: Hieronymus David Gaub, deutscher Mediziner und Chemiker († 1780)
- 27. Februar: Peter Artedi, schwedischer Naturforscher († 1735)
- 12. März: Noël de Jourda, comte de Vaux, Marschall von Frankreich († 1788)
- 21. März: Lorenz Natter, deutscher Edelsteinschleifer, Gemmenschneider und Medailleur († 1763)
- 22. März: Nicolas Sébastien Adam, französischer Bildhauer († 1778)
- 30. März: August Johann Rösel von Rosenhof, deutscher Naturforscher und Miniaturmaler († 1759)
- 04. Mai: Justin Gerhard Duising, deutscher Mediziner und Hochschullehrer († 1761)
- 05. Mai: John Campbell, 4. Earl of Loudoun, britischer Peer, Politiker und General  († 1782)
- 17. Mai (getauft): Ambrosius Stub, dänischer Dichter († 1758)
- 24. Juni: César de Saussure, Schweizer Reiseschriftsteller († 1783)

### Zweites Halbjahr
- 06. Juli (getauft): Martin Kröncke, deutscher Münzmeister († 1774)
- 10. Juli: Daniel Stadler, deutscher Jesuit († 1764)
- 31. Juli: August Franz Friedrich zu Castell-Remlingen, Herrscher der Grafschaft Castell († 1767)
- 08. August: Gustaaf Willem van Imhoff, venezianischer Gelehrter, Dichter und Librettist († 1750)
- 19. August: Johann Gottfried Biedermann, Genealoge für den fränkischen Raum († 1766)
- 31. August: Henning von Ahlefeldt, dänischer Kammerherr und Geheimer Rat († 1778)
- 05. September: Catherine-Jeanne Dupré, französische Schauspielerin († 1767)
- 07. September: Matthäus Günther, deutscher Maler († 1788)
- 19. September: Marguerite-Antoinette Couperin, französische Cembalistin († um 1778)
- 21. September: Richard Turpin, englischer Straßenräuber und Viehdieb († 1739)
- 24. September: Leopold Joseph von Daun, österreichischer Feldmarschall († 1766)
- 27. September: Herman Kaau-Boerhaave, niederländischer Mediziner († 1753)
- 24., 28. oder 29. September: Johann Peter Kellner, deutscher Komponist († 1772)
- 06. Oktober: Maximilian Trumler, italienischer Steinmetzmeister und Bildhauer († 1749)
- 23. Oktober: Maximilian Ulysses Browne, österreichischer Feldmarschall irischer Abstammung († 1757)
- 29. Oktober: Gerhard Friedrich Müller, deutscher Historiker und Sibirien-Forscher († 1783)
- 31. Oktober: Lorenzo Ganganelli, unter dem Namen Clemens XIV. Papst († 1774)
- 04. November: Louis-Élisabeth de la Vergne de Tressan, französischer Schriftsteller und Enzyklopädist († 1782 oder 1783)
- 17. November: Karl Georg Friedrich von Flemming, sächsischer Gesandter, General der Infanterie und Geheimer Kabinettsminister († 1767)
- 23. November: Thomas Birch, englischer Historiker und Schriftsteller († 1766)
- 29. November: Michael Christian Festing, englischer Violinist und Komponist († 1752)

### Genaues Geburtsdatum unbekannt
- Conrad Graf von Ahlefeldt, Graf und Herr auf Gut Eschelsmark († 1786)
- Karl von Arberg, deutscher Offizier († 1768)
- Johann Theodor von Arnold, deutscher Jurist und Gutsherr († 1758)
- Rosa Bavarese, bayerische kurfürstliche Kammersängerin († 1755)
- Johann Jacob Cramer, deutscher Flötist († 1770)
- Rudolph Culemann, deutscher Beamter († 1771)
- Friderike Elisabeth von Grabow, deutsche Dichterin und Erzieherin († 1779)
- Dawit Guramischwili, georgischer Dichter († 1792)

## Gestorben

### Erstes Quartal
- 03. Januar: Luca Giordano, italienischer Maler, Freskant und Radierer (* 1634)
- 05. Januar: Georg Christoph Eimmart, Nürnberger Astronom, Mathematiker und Kupferstecher (* 1638)
- 10. Januar: Étienne Pavillon, französischer Jurist und Schriftsteller (* 1632)
- 11. Januar: Dominik Andreas I. von Kaunitz, österreichischer Diplomat und Geheimrat am kaiserlichen Hof, Reichsvizekanzler (* 1654)
- 13. Januar: Marie-Catherine d’Aulnoy, französische Schriftstellerin (* 1650/51)
- 17. Januar: John Ray, britischer Naturalist, manchmal Vater der britischen Naturhistorie genannt (* 1627)
- Januar: Matthias Möller, Bürgermeister von Greifenberg in Pommern (* 1658)

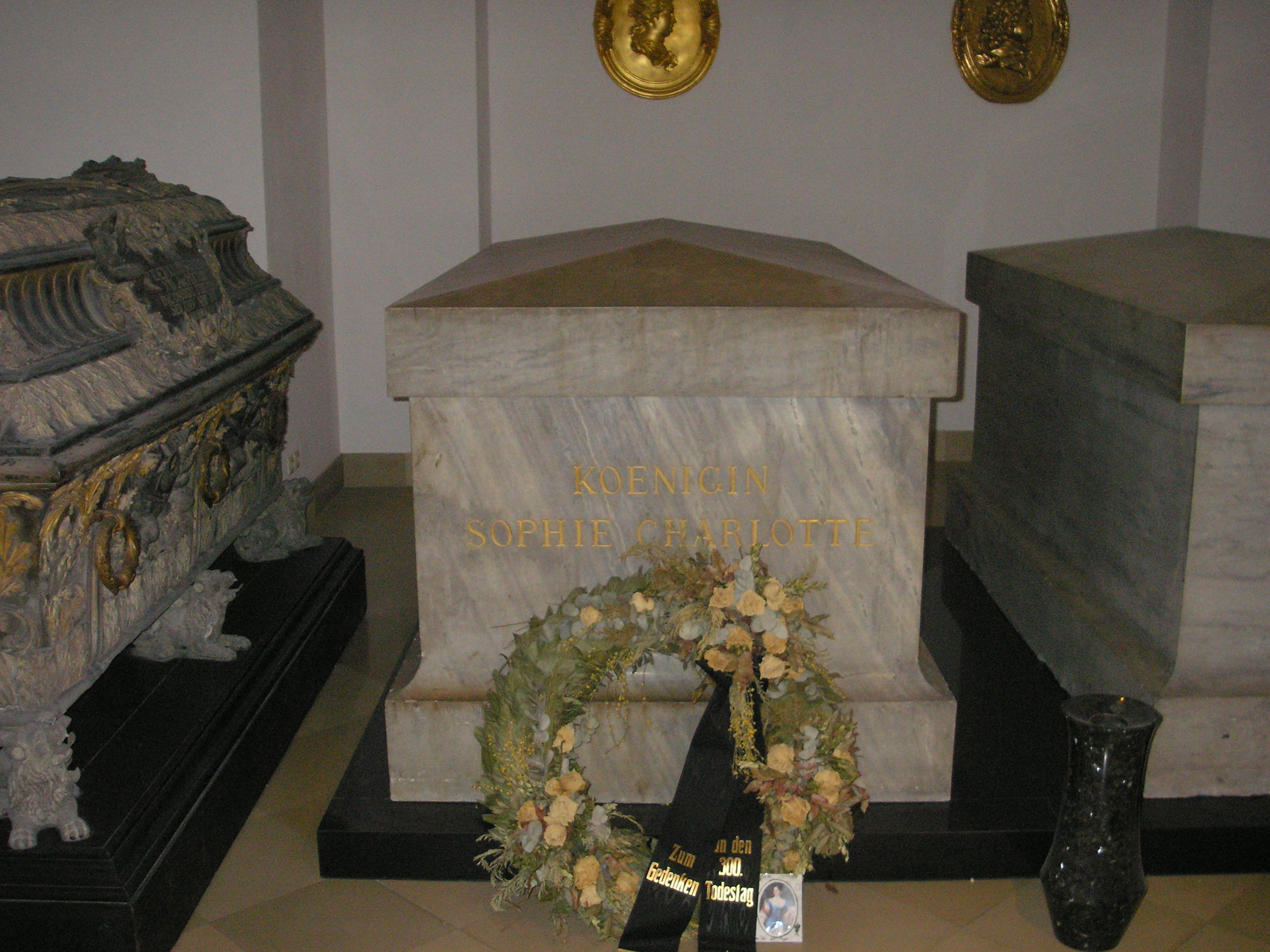
Sarkophag Sophie Charlottes im Berliner Dom

- 01. Februar: Sophie Charlotte von Hannover, Königin in Preußen (* 1668)
- 05. Februar: Olof Bromelius, schwedischer Botaniker und Arzt (* 1639)
- 05. Februar: Jean Gilles, französischer Komponist (* 1668)
- 05. Februar: Philipp Jacob Spener, deutscher evangelischer Theologe und einer der bekanntesten Vertreter des Pietismus (* 1635)
- 16. Februar: Gertraud Moller, Königsberger Dichterin (* 1641)
- 20. Februar: Lorenz Beger, deutscher Jurist, Archivar und Numismatiker (* 1653)
- 21. Februar: Johann Praetorius, deutscher Astronom, Pädagoge und Musiker (* 1634)
- Februar: Pierre Beauchamp, französischer Violinist, Komponist, Tänzer und Choreograf (* 1631)
- 14. März: Nicolaus Wilhelm Beckers, Arzt aus den Spanischen Niederlanden, Leibarzt Kaiser Leopolds I. (* um 1630)
- 14. März: James Scott, Earl of Dalkeith, schottischer Soldat (* 1674)
- 20. März: Maximilian Philipp Hieronymus, Herzog von Bayern-Leuchtenberg und Regent des Kurfürstentums Bayern (* 1638)
- 20. März: Martin Trumler, italienischer Steinmetz und Bildhauer (* 1651)
- 22. März: Christian Heinrich Postel, deutscher Jurist, epischer Dichter und Librettist (* 1658)
- 30. März: Johannes Pery, Schweizer Steinmetz und Bildhauer (* 1670)

### Zweites Quartal
- 02. April: Johann Löhner, deutscher Komponist, Organist und Sänger (* 1645)
- 05. April: Itō Jinsai, japanischer konfuzianischer Philosoph (* 1627)
- 07. April: Thomas Carew, englischer Politiker (* 1664)
- 13. April: Balthasar Ableithner, deutscher Bildhauer (* 1614)
- vor dem 17. April: Johann Paul von Westhoff, deutscher Komponist und Violinist (* 1656)
- 05. Mai: Ernst Glück, deutscher Theologe und Bibelübersetzer (* 1654)

Sarkophag Leopolds I. in der Wiener Kapuzinergruft. Sein Herz wurde getrennt bestattet und befindet sich in der Loretokapelle der Wiener Augustinerkirche.

- 05. Mai: Leopold I., Kaiser des Heiligen Römischen Reiches (* 1640)
- 08. Mai: Otto Graf von Schwerin, kurbrandenburgisch-preußischer Geheimer Rat und Diplomat (* 1645)
- vor dem 17. Mai: Johann Moritz Richter, thüringischer Architekt und Stadtplaner (* 1647)
- 04. Juni: Wilhelm Jakob Rinck von Baldenstein, Fürstbischof von Basel (* 1624)
- 10. Juni: Michael Wigglesworth, amerikanischer Theologe, Prediger und Dichter (* 1631)
- 16. Juni: Gotthard Kerkring, Bürgermeister von Lübeck (* 1639)
- 20. Juni: Michiel van Musscher, niederländischer Maler und Alter Meister (* um 1643)

### Drittes Quartal
- 01. Juli: Giovanni Andrea Bontempi, italienischer Kastrat, Musikschriftsteller und Komponist (* um 1624)
- 12./13. Juli: Titus Oates, englischer Geistlicher und Volksverhetzer (* 1649)
- 24. Juli: Christoph Burckhardt, Basler Politiker (* 1631)
- 31. Juli: Maria Hueber, Tiroler Nonne und Ordensgründerin (* 1653)
- 04. August: Kitamura Kigin, japanischer Haikai-Dichter und Gelehrter (* 1624)
- 06. August: Johann Ferdinand von Auersperg, Fürst von Auersperg und Herzog von Schlesien-Münsterberg (* 1655)
- 16. August: Jakob I Bernoulli, schweizerischer Mathematiker und Physiker (* 1655)
- 28. August: Georg Wilhelm, Herzog des Fürstentums Calenberg und Herzog des Fürstentums Lüneburg (* 1624)
- August: Maria Rampendahl, letzte als Hexe angeklagte Frau in den Lemgoer Hexenprozessen (* um 1645)
- 13. September: Georg von Hessen-Darmstadt, Vizekönig von Katalonien (* 1669)
- 13. September: Emmerich Thököly, ungarischer Magnat und Staatsmann, Anführer eines Aufstands gegen die habsburgische Herrschaft und Fürst von Siebenbürgen (* 1657)
- 20. September: Johann Jakob Kees, Leipziger Handelsherr und kursächsischer Oberpostmeister (* 1645)
- 22. September: Melchor Portocarrero Lasso de la Vega, spanischer Kolonialverwalter, Vizekönig von Neuspanien und Peru (* 1636)
- 23. September: Johann Heinrich Schweizer, Schweizer evangelischer Geistlicher und Hochschullehrer (* 1646)

### Viertes Quartal
- 02. Oktober: August Friedrich von Schleswig-Holstein-Gottorf, Fürstbischof von Lübeck (* 1646)
- 09. Oktober: Johann Christoph Wagenseil, deutscher Polyhistor, Rechtsgelehrter und Orientalist (* 1633)
- 11. Oktober: Guillaume Amontons, französischer Physiker (* 1663)
- 13. Oktober: Michael Stephan Radziejowski, Bischof von Ermland, Erzbischof von Gnesen und Primas von Polen-Litauen (* 1645)
- 17. Oktober: Ninon de Lenclos, französische Kurtisane (* 1620)
- 27. Oktober: Thyrsus González, spanischer Ordensgeneral der Jesuiten (* 1624)
- 03. November: Laurentius Blumentrost, deutscher Mediziner und Leibarzt des russischen Zaren (* 1619)
- 10. November: Augustin Lippi, französischer Arzt und Botaniker (* 1678)
- 10. November: Justine Siegemundin, deutsche Hebamme und Autorin (* 1636)
- 15. November: Dorothea Charlotte von Brandenburg-Ansbach, Landgräfin von Hessen-Darmstadt (* 1661)
- 18. November: Elie Merlat, französischer evangelischer Geistlicher und Hochschullehrer (* 1634)
- 05. Dezember: Ernst Jacob von Audorf, böhmischer Hauptmann der Breslauischen Stadt-Garnison, Militäringenieur und Romanautor (* 1639)
- 12. Dezember: John Easton, englischer Politiker und Gouverneur von Rhode Island (* 1624)
- 21. Dezember: Christine von Baden-Durlach, Markgräfin von Ansbach sowie Herzogin von Sachsen-Gotha-Altenburg (* 1645)
- 23. Dezember: Luise Dorothea Sophie von Brandenburg, Erbprinzessin von Hessen-Kassel (* 1680)
- 25. Dezember: Franz Daiser, Teilnehmer am Bayerischen Volksaufstand und Opfer der Sendlinger Mordweihnacht (* 1635)
- 31. Dezember: Katharina von Braganza, Ehefrau Charles’ II., aber als Katholikin nicht Königin von England, Regentin von Portugal (* 1638)
- Dezember: Christof Lederwasch, Salzburger Maler (* 1651)

### Genaues Todesdatum unbekannt
- Peter Appelmann, schwedischer Amtshauptmann und Gutspächter (* 1622)
- Zhu Da, chinesischer Maler und Kalligraph der Qing-Dynastie (* 1625)
- Raimondo De Dominici, maltesisch-italienischer Maler (* 1645)
- Johann Georg Melchior Schmidtner, schwäbischer Kirchenmaler (* 1625)
- Henry Frederick Thynne, englischer Politiker und Höfling (* um 1644)